# Theodor Haecker
Theodor Haecker (4. června 1879 Eberbach, Württemberg – 9. dubna 1945 Usterbach u Augsburgu) byl německý katolický spisovatel, překladatel a personalistický myslitel, představitel odporu proti nacismu.

## Život
Heacker se narodil v úřednické rodině, vyrůstal v Esslingen, nedokončil gymnázium a pracoval v různých redakcích. Roku 1905 se přestěhoval do Mnichova, kde udělal maturitu a navštěvoval univerzitní přednášky. Překládal Vergiliovy básně, díla Sorena Kierkegaarda a kardinála J. H. Newmana a roku 1921 konvertoval ke katolictví. Publikoval v časopise Hochland a velmi brzy se dostal do sporu s nastupujícím nacismem. Od roku 1936 měl zákaz publikovat a veřejně vystupovat a psal si jen deníky (Tage- und Nachtbücher), obraz vnitřní emigrace v Německu. Za války přednášel na schůzkách studentské skupiny Bílá růže, která vydávala protinacistické letáky; šest jejích členů (mimo jiné Hans Scholl a Sophie Scholl) za to bylo roku 1943 popraveno. Když Haeckerův mnichovský byt zničily bomby, uchýlil se na vesnici, kde krátce před koncem války zemřel. Po válce měly jeho spisy velký vliv, zejména deníky. Haeckera vysoko cenil básník T. S. Eliot a Heinrich Böll si zvolil jako název románu "Kdes byl, Adame?" citát z Th. Haeckera.

## Dílo
- Satire und Polemik (Satira a polemika, 1922)
- Christentum und Kultur (Křesťanství a kultura, 1927)
- Wahrheit und Leben (Pravda a život, 1930)
- Vergil, Vater des Abendlandes (Vergilius, Otec západu, 1931)
- Der Begriff der Wahrheit bei Sören Kierkegaard (Pojem pravdy u S. Kierkegaarda, 1932)
- Was ist der Mensch? (Co je člověk?, 1933)
- Schöpfer und Schöpfung (Stvořitel a stvoření, 1934)
- Der Christ und die Geschichte (Křesťan a dějiny, 1935)
- Tag- und Nachtbücher: 1939 bis 1945 (Deníky, 1947)
- Gesammelte Werke (Sebrané spisy, 5 sv., 1958-67)

### Z deníků
| „                                       | Nenávist je poslední Zjevení odpadlých duchů, logika zrušení. Ale také zrušení logiky. | “ |
| — Tag- und Nachtbücher. 1947, str. 283. |                                                                                        |   |

| „          | Nedůvěřuj žádné radosti, pokud v ní není kus vděčnosti. | “ |
| — Str. 11. |                                                         |   |

| „          | Světová katastrofa se dá využít k ledačemu, třeba jako alibi před Bohem. – „Kdes byl, Adame?“ – „Ve světové válce.“ | “ |
| — Str. 51. | |   |